# 永田美保子
永田 美保子（ながた みほこ）は、日本のステンドグラス作家。国際ステンドグラス協会会員。中世ヨーロッパにルーツをもつ伝統的技法を踏まえた上で、現代建築物に融合する新しいステンドグラスの在り方を探究した意欲的な作品を多数制作している。技術的に難易度の高い絵付け技法を使ったペインティングステンドを得意とする。

## 来歴
福井県福井市出身。福井県立藤島高等学校、慶應義塾大学文学部史学科西洋史卒。パリのフランス国立工芸美術学校ステンドグラス科修了。フランスでは、ステンドグラス作家ピエール・ミウス、ジャン・ドミニク、ウドー・ゼンボック（ガラスペインティング）、アンリ・ゲラン（ダルステンド）、彫刻家ジェラール・ラルダーに師事。1994年、福井市に「すてんどぐらす・アトリエ・シャコンヌ」を設立。1998年より増子幹（MASUKO Tsuyoshi、フランス・ヴェルサイユ市立美術学校絵画科卒業、フランス国立工芸美術学校壁面装飾科モザイク専攻修了）が制作活動に随時参加するようになる。1999年、アトリエ名称を「すてんどぐらす・オリビエ」と改称、神奈川県茅ヶ崎市に事務所を設置。2004年より永田美保子&増子幹のユニットによる共同運営を開始する。

## 展覧会
- 1991年 国際ステンドグラス協会主催合同展（フランス・シャルトル）
- 1992年 国際ステンドグラス協会主催合同展（フランス・シャルトル）
- 1994年 第11回国際造形芸術フェスティヴァル入選（ベルギー・ムスクロン）
- 1999年 モザイクReクリエーション展 - ギャラリースペースM（群馬県前橋市）
- 2005年 すてんどぐらす・オリビエ展 - 荻野公民館（宮城県栗原郡金成町〔現 栗原市〕）
- 2006年 永田美保子+増子幹展 - 五雲閣ギャラリー（福井県福井市）
- 2007年 ステンドグラス&モザイク展“透明と不透明” - ふくい工芸舎（福井県福井市）
- 2007年 カタチと夢をつなぐものII - 金沢21世紀美術館（石川県金沢市）
- 2008年 増子幹展 - アートスペース・キテーネ（神奈川県藤沢市）
- 2011年 すてんどぐらす･オリビエ展 - 北陸銀行福井西中央支店（福井県福井市）
- 2012年 永田美保子＆増子幹展 “和空間と色ガラス” - すてんどぐらす・オリビエ（福井県福井市）
- 2015年 すてんどぐらす・オリビエ小品展 - 五雲閣ギャラリー（福井県福井市）
- 2019年 永田美保子＆増子幹展 - アートスペース北の荘（福井県福井市）

## 講演会
- 2004年 ステンドグラス講習指導 - 福井県立和敬学園（福井県丹生郡清水町〔現 福井市〕）
- 2009年 永田美保子講演会 - ピュアレ（福井県福井市）
- 2011年 「中世が息づく町シャルトルに暮らして。〜シャルトル大聖堂とステンドグラス〜」- アオッサ（福井県福井市）[1]

## 翻訳
- 2002年 アンリ・ゲラン著「新たなステンドグラスの芸術について」[2]

## 主な作品
- 1996年　矢地繊維工業（福井県金津町） - 永田
- 1996年　ゲンタツアートミュージアム（福井県三国町） - 永田
- 1996年　相木病院海の家（福井県三国町） - 永田
- 1997年　本多レディースクリニック（福井県福井市） - 永田
- 1997年　リビエッシオ・タペストリー工房（フランス・ブロア） - 永田
- 1998年　福井パレスホテル（福井県福井市） - 永田・増子
- 1998年　福井県立児童科学館（福井県春江町） - H.Guérin（デザイン・制作）、永田（企画）
- 1999年　カクテルバー蟻（福井県福井市） - 永田
- 1999年　O建築設計事務所（福井県福井市） - 永田
- 2001年　『麦』『泉』『道』カトリック聖心侍女修道会玉縄修道院（神奈川県鎌倉市） - 永田・増子
- 2002年　茅ヶ崎聖契キリスト教会（神奈川県茅ヶ崎市） - 永田・増子
- 2003年　あすなろ保育園（福井県鯖江市） - 永田・増子
- 2003年　ル・シック・エル（福井県武生市） - 永田・増子
- 2004年　出雲記念館（福井県福井市） - 永田・増子
- 2004年　障害者交流センター「野坂の郷」（福井県敦賀市） - 永田・増子
- 2004年　嶋田医院（福井県上志比村） - 永田・増子
- 2004年　美容室ノーブル（福井県福井市） - 永田・増子
- 2005年　『生命の光と影』日本キリスト教団出雲伝道所（島根県出雲市） - 永田・増子
- 2005年　カネセン（石川県小松市） - 永田・増子
- 2005年　清水南小学校（福井県清水町） - 永田・増子
- 2005年　天谷調理師専門学校（福井県松岡町） - 永田・増子
- 2006年　ライフステージ木町（福井県福井市） - 永田・増子
- 2006年　『変容 －Metamorphose－』カフェ「ポート・ダイク」（福井県坂井市三国町） - 永田・増子
- 2006年　『知と愛』福井県立藤島高等学校新嶺会館（福井県福井市） - 永田・増子
- 2006年　『Spirit』マンション「トスカーナRN」（福井県福井市） - 永田・増子
- 2006年　トゥールモンド・シュシュ（石川県金沢市） - 永田・増子
- 2007年　坂井市立春江東小学校（福井県坂井市） - 永田・増子
- 2007年　坂井市立春江東幼稚園（福井県坂井市） - 永田・増子
- 2007年　サクライ洋菓子店（富山県高岡市） - 永田・増子
- 2007年　フレッシュベイク・ジョアン（石川県金沢市） - 永田・増子
- 2008年　『みこころが天に行われる如く、地にも行われますように』はやしクリニック（福井県鯖江市） - 永田・増子
- 2009年　高橋歯科医院（福井県福井市） - 永田・増子
- 2009年　『希望』はやしクリニック人工透析棟（福井県鯖江市） - 永田・増子
- 2009年　はまなかクリニック（福井県福井市） - 永田・増子
- 2010年　ビューティ＆ユース ユナイテッドアローズ（石川県金沢市） - 永田・増子
- 2010年　足羽東保育園（福井県福井市） - 永田・増子
- 2011年　『子供たちの夢の花』大和田保育園（福井県福井市） - 永田・増子
- 2011年　『地に落ちた一粒の麦　〜野の花のように　空の鳥のように〜』板橋大山教会（東京都板橋区） - 永田・増子